# 黃守東
黃守東（英語：Jeff Wong，1984年10月28日—），新民黨灣仔區社區發展主任，亞洲電視數碼媒體有限公司企業傳訊總監、亞洲電視有限公司前管理層、公關及宣傳科高級經理及公司發言人，獲香港傳媒稱為「亞視暖男」及「亞視最後的發言人」，香港義工聯盟前助理總幹事，亞洲電視控股企業傳訊總監。 
出生於香港的黃守東，是家中獨子，於九龍大角咀長大。小學畢業於路德會沙崙學校。在中學時期就讀於中華基督教會銘基書院、惠僑英文中學、救世軍卜維廉中學以及陳樹渠紀念中學，大學畢業香港樹仁大學新聞與傳播學系之公關及廣告組。黃守東自小看亞視長大，包括《南海十三郎》、《碧血青天楊家將》、《再見艷陽天》、《還看今朝》等劇集 。

## 亞洲電視時期經歷
在2008年，黃守東開始於亞洲電視公關及宣傳科實習工作，直至在2009年正式成為全職員工，之後開始負責所有範疇工作，包括亞洲小姐等所有項目。他在亞視工作期間，曾獲多位高層賞識其辦事能力，以30歲之齡成為亞視發言人及公關主管。黃守東在傳媒訪問中曾表示，於2013年獲時任亞視執行董事雷競斌破格提升，雷曾稱他「勇於任事，辦事出色」，他亦稱一直感謝雷競斌的提攜。在2013年亞洲會組織的「關注香港未來」集會上，由於時任亞視主要投資者王征被現場過百傳媒包圍，場面混亂，黃守東曾衝入人群，手拖王征將他帶出並護送上車，他在訪問中形容當日場面猶如「千軍萬馬」，王征事後亦曾感謝他協助解圍。亞視末任執行董事葉家寶亦曾向傳媒稱黃年輕有幹勁，更在他的官司中「仆心仆命」策劃應對及出力，是「亞視最後的暖男」。
在2014年至2016年期內，面對亞視員工拖欠薪金，黃守東便開始應對傳媒發言處理事情，在對外回應中他時常引亞視電視劇的歌詞作回應，成為其特色。2016年2月7日，營運總裁馬熙跳船後，在危局下代表亞視出席《城市論壇》，他出色的應對及表現備受讚賞。
他曾表示，於臨時清盤人德勤進入亞視後，自己面對的工作複雜多變，並引亞視經典劇集《大內群英》主題曲歌詞「步步自感一驚心」來形容自己面對的挑戰。他又曾引亞視經典劇集《天蠶變》主題曲歌詞「膽小非英雄，決不願停步」來鼓勵自己勇往直前。此外，2015年4月1日亞視未能續牌後，藝人宮雪花也送贈「天行健，君子以自強不息」來勉勵給黃守東。
黃守東曾在電台訪問上指，在2016年3月被德勤解僱及重新聘用後，有前亞視同事認為他站於司榮彬一方，並在網上留言辱罵他。他以強悍口徑回應，稱有留意舊同事及網民留言，但自己認為所做之事無愧於心，無需理會該等人的有關評價及辱罵：「100個人有100個意見，如果我連那些人的意見都聽、都放在眼內，那麼我還能做事嗎？」
2016年4月1日，由於亞視廣播牌照到期，因此黃守東離任公司發言人一職。黃守東亦被視為亞視最後一個代表性人物。
在2016年4月2日凌晨亞視廣播結束後，黃守東最後一次以亞視發言人身份會見傳媒，他於發言中感謝觀眾59年來對亞視的支持，以及感謝歷年來台前幕後所有亞視員工的努力，又讚揚所有「亞視人」都是最優秀的傳媒工作者及電視從業員。他希望亞視以衛星廣播及網絡電視繼續廣播，最後更引用《天蠶變》主題曲歌詞「經得起波濤，更感自傲」勉勵亞視及員工勇敢向前。黃守東發言後向傳媒及公眾鞠躬致謝，並掩面流淚，步回亞視大樓，成為亞視最後經典一幕。。

## 離任亞洲電視後經歷
2016年4月2日，黃守東因為報道亞視收台而曝光率激增，故此得到廣告客戶垂青，獲邀拍廣告。
2016年4月4日，黃守東出席DBC數碼電台（2016年9月7日終止電台牌照）節目《早晨8達通》時表示，對於4月1日停播當日，有員工在電台節目公開預告會有告別卡感到詫異，因為當時連他自己也未知公司落實這個決定，他又引述同事說，臨時清盤人德勤和通訊局有就告別卡事宜提出意見。
2016年4月初，黃守東於離任亞視發言人後，接受網上雜誌Refine訪問，表示希望將來「與亞視再有個約會」，並寫下亞視劇集《我和殭屍有個約會II》主題曲《假如真的有個約會》的歌詞作為對亞視的情書。
2016年4月10日，黃守東於出席北角新光戲院活動時表示，希望嘗試政治公關工作。此外，他離開亞視後，仍與投資者司榮彬見面，指對方有信心救亞視，資金到位就會向員工發放獎金，他亦於4月1日與股東何子慧單獨開會，對方亦發放正面訊息。
2016年5月19日，黃守東正式獲香港義工聯盟委任為助理總幹事，其後因家事之由而退任。
2017年，黃守東出任亞視母公司亞洲電視控股的企業傳訊總監，並就亞視重組的傳聞回應傳媒。
2018年，創辦傳播亞洲傳訊顧問有限公司，並主持面包台節目《關公與您》，表示希望嘗試主持及不同的崗位。
2019年10月14日宣佈參選區議會選舉，但以1,033票得票落敗於顧國慧的1,373票。
2021年2月出任亞洲電視數碼媒體企業傳訊總監，並就亞洲電視數碼媒體事件多次回應傳媒。
2023年9月出任新民黨灣仔區社區發展主任，表示會積極考慮參選來屆區議會選舉。
2023年10月24日，正式代表新民黨報名參選灣仔區議會地方選區直選，並獲新民黨主席葉劉淑儀、常務副主席黎棟國陪同報名，獲新民黨高度重視。葉劉淑儀並力讚黃守東做事認真，強調新民黨會全力支持黃守東，並送上有「勝」字令牌，請黃守東必須為新民黨於灣仔「得勝而歸」。結果以3,392票落敗於李碧儀的6,331票。

## 戀情
藝人邵子風曾於facebook指有「最索經理人」之稱的亞洲小姐林寶玉與黃守東交往拍拖，多名亞視幕後中人更指是「公開秘密」，但黃、林二人並無承認戀情。林寶玉並經常現身黃守東於灣仔舉辦的慈善及選舉活動，親身支持男友。

## 電影
- 2018年： 《對倒》 飾演  報社社長葉家寶（客串）

## 著作
- 2016年：《有緣再會：我在亞視最後一年》；主編，火石文化
- 2018年：《我和公關有個約會》；與葉家寶合著，明窗出版社

## 外部連結
- 黃守東(Jeff)網誌（页面存档备份，存于）
- 黃守東Facebook